# 森田日記
森田 日記（もりた にっき、1957年3月31日 - ）は、日本の元女優、歌手である。本名は近藤 春美（旧姓・森）。デビュー当時は、上条プロデュース・オフィスに所属していた。 愛称はニッキー。

## 来歴
千葉県市川市出身。身長172cm、フランス人の祖父を持つ個性的なルックスのおかげでスカウトされ、芸能界に入ることになった。1973年RCAビクターより歌手デビュー。同年東京12ch『プレイガールQ』にレギュラー出演。新人時代は、エルヴィス・プレスリーのような歌手を目指しており、尊敬する人として和田アキ子の名前を挙げていた。週刊誌・バラエティ番組やクイズ番組・ドラマなどに多数出演、テレビ朝日系『独占!女の60分』では体当たりでリポーターをつとめていた。1988年芸能活動を休止。現在は千葉市に在住し、2002年7月より歌手活動を再開、主に都内、千葉市内のライブハウスなどでシャンソンを中心とした大人の歌を歌っている。また、休業中の1997年にシャドーボックスに出会い、関口美知子に師事。2009年より度々個展を開催している。

## 音楽

### シングル
| #                | 発売日         | A/B面 | タイトル                 | 作詞         | 作曲       | 編曲         | 規格品番 |
| RCA              | RCA            | RCA   | RCA                      | RCA          | RCA        | RCA          | RCA      |
| ---------------- | -------------- | ----- | ------------------------ | ------------ | ---------- | ------------ | -------- |
| 1                | 1974年 8月     | A面   | 燃える思い               | さいとう大三 | 馬飼野康二 | 馬飼野康二   | JRT-1367 |
| 1                | 1974年 8月     | B面   | 赤いターゲット           | さいとう大三 | 馬飼野康二 | 馬飼野康二   | JRT-1367 |
| 2                | 1974年 12月    | A面   | あなたに決めた           | たかたかし   | 鈴木邦彦   | あかのたちお | JRT-1399 |
| 2                | 1974年 12月    | B面   | 信じて愛して             | たかたかし   | 鈴木邦彦   | あかのたちお | JRT-1399 |
| 3                | 1975年 10月    | A面   | 乙女ちっくブギ           | 竜真知子     | 高橋信之   | 高橋信之     | JP-1007  |
| 3                | 1975年 10月    | B面   | NICKY'Sバラード          | 竜真知子     | 高橋信之   | 高橋信之     | JP-1007  |
| ビクター音楽産業 |                |       |                          |              |            |              |          |
| 4                | 1984年 8月21日 | A面   | 故郷のお父さん・お母さん | 磯部たけを   | 岡田佳久   | 前田俊明     | SV-7623  |
| 4                | 1984年 8月21日 | B面   | 入江の女                 | 中山中夫     | 黒木惇而   | 前田俊明     | SV-7623  |

## テレビ

### ドラマ
- 事件狩り（1974年 / TBS） - ニッキー 役
- プレイガールQ（1974年 - 1976年、東京12チャンネル / 東映） - ニッキー 役
- 泣かせるあいつ（1976年、NTV）
- ベルサイユのトラック姐ちゃん 第9話（1976年、NET）
- 恐怖の人喰い鱶 鱶女（1980年、テレビ朝日）

### バラエティ
- 笑って!笑って!!60分（TBS)
- 霊感ヤマカン第六感（ABC）
- 独占!女の60分（NET）
- クイズ!脳ベルSHOW（2021年12月1日・2日・3日、BSフジ） - ゲスト

## 映画
- 『極道VS不良番長』（1974年11月22日公開、東映） - モンロー 役
- 『（本）噂のストリッパー』（1982年9月15日公開、日活） - ディスコ・クィーン 役
- 『武蔵野心中』（1983年8月5日公開、日活） - 水谷喬子 役

## ミュージカル
- ベルサイユのばら (1975年) - オスカル 役
- ミュージカル・かぐや (1979年)
- ラ・カージュ・オ・フォール (1984年)